# Microtendipes confinis
Microtendipes confinis är en tvåvingeart som först beskrevs av Johann Wilhelm Meigen 1830.  Microtendipes confinis ingår i släktet Microtendipes och familjen fjädermyggor. Arten har ej påträffats i Sverige. Inga underarter finns listade i Catalogue of Life.